# بیورن کروپ
بیورن کروپ (انگلیسی: Björn Krupp؛ زادهٔ ۶ مارس ۱۹۹۱) بازیکن هاکی روی یخ اهل ایالات متحده آمریکا است.